# Берсианка
Берсианка (в верховьях — Берсуанбаш) — река в России, протекает по Чишминскому и Уфимскому районам Башкортостана. Длина реки составляет 48 км, площадь водосборного бассейна 211 км².
Начинается у деревни Новоуптино, протекает через населённые пункты Новомусино, Новотроицкое, затем поворачивает на северо-восток. Протекает через Барсуанбашево, Сайраново, Каран-Елгу, Осоргино, Березовку. Устье реки находится в 502 км по левому берегу реки Белая около Чесноковки.

## Данные водного реестра
По данным государственного водного реестра России относится к Камскому бассейновому округу, водохозяйственный участок реки — Белая от водомерного поста села Охлебино до города Уфы, без рек Уфы (от истока до посёлка городского типа Шакши) и Дёмы (от истока до водомерного поста у деревни Бочкарёвки), речной подбассейн реки — Белая. Речной бассейн реки — Кама.
Код объекта в государственном водном реестре — 10010201412111100020091.